# Allenbach
Allenbach là một đô thị ở huyện Birkenfeld, bang Rheinland-Pfalz, nước Đức. Đô thị Allenbach có diện tích 27,56 km².